# مي زيادة
مي زيادة (1886-1941) أديبة وكاتبة عربية وُلدت في الناصرة عام 1886، اسمها الأصلي كان ماري إلياس زيادة، واختارت لنفسها اسم مي فيما بعد. أتقنت مي تسع لغات هي: العربية، والفرنسية والإنجليزية والألمانية والإيطالية والإسبانية واللاتينية واليونانية والسريانية.
كانت مدينة النّاصرة موطن والديّ مي، فأمُّها من أصل سوريّ إلّا أنّ موطنها فهو فلسطين، ووالدها إلياس زيادة أصلهُ من لُبنان، كان معلمًا في مدرسة الأرض المقدسة، كانت مهتمةً بدراسة الّلغة العربيّة، وتعلّم الّلغات الأجنبيّة، فتميّزت ميّ منذ صباها ونشرت مقالات أدبية ونقدية واجتماعية، أما عن حياتها العاطفيّة، فقد أحبّت جبران خليل جبران على الرغم من عدم لقاءهما؛ حيث دامت المراسلات بينهما عشرين عاماً منذ عام 1911 وحتى وفاة جُبران في نيويورك عام 1931. سافرت إلى عدة دولٍ وعانت من اضطرابات نفسية بعد أن أدخلها أقرباؤها إلى مستشفى الأمراض العقلية في لبنان لتلقيّ العلاج. بدأت ميّ زيادة أول مراحلها التّعليميّة في مدارس النّاصرة الابتدائيّة ثمّ تابعت دراستها الثانويّة في دير الرّاهبات في مَنطقة عينطورة، ثم استكملت دراستها في كلية الآداب بالقاهرة.
أبدعت مي في مَجال الصّحافة، وكانت تنشر مقالاتها في الصحافة المصرية، وتُمضي في نِهايتها بأسماء مُستعارة، كان من أسمائها المستعارة: «شجية، خالد رأفت، إيزيس كوبيا، عائدة، كنار، السندبادة البحرية الأولى». كانَ لِمي زيادة دَور في الدِّفاع عَن حُقوق المَرأة، وبِمُطالبة المُساواة كَما أنّها استَحقّت أن تَكون رائِدة مِن رائِدات النَّهضة النِّسائية العَربيَّة الحَديثة، حَيثُ كانَت مُتطلعَة عَلى تاريخ المرأة في الفَترة التي سَبَقت سَجنها فَأكثرت مِن الكِتابة والمُحاضرات والنّدوات؛ لِلمُطالبة بِحقوق المرأة.
تُوفيت مَيّ في مُستشفى المُعادي في 17 تشرين الأول 1941م في مَدينة القاهرة عن عمر يُناهز 55 عاماً.

## سَنواتُها الأولى

### النَّشأة
وُلِدت ميّ زيادة في فلسطين في مدينة النّاصرة تحديداً، وذلك في الحادي عشر من شهر شباط عام 1886م، والدُها هو إلياس زيادة، وهو ماروني، أصلهُ من لُبنان، وكان معلمًا في مدرسة الأرض المقدسة، أمّا أمُّها فهي نُزهة معمر، وهي فلسطينيّة الجنسيّة، والتي تُعدّ من أصحاب الأدب الذين يُعنَون بحفظ الأشعار، وقد حَظيت الأديبة ميّ زيادة باهتمام كبير من والديها كونها الابنة الوحيدة لهما بعد وفاة أخيها، وممّا قالته أمُّها فيها:
| مي زيادة | أن من ينجبْ ميّاً، لا يُنجبْ غيرها | مي زيادة |

انتقل والدُها للعيش في مدينة النّاصرة الفلسطينيّة في النّصف الثّاني من القرن العشرين، وذلك بعد أن كان يسكن في قرية شحتول في لبنان، وكانت مدينة النّاصرة موطن اجتماع والديّ مي، فأمُّها من أصل سوريّ إلّا أنّ موطنها فهو فلسطين، ومن الجدير بالذِّكر أنّ لخلفيّة أمِّها الثّقافيّة والأدبيّة سبباً في إعجاب إلياس زيادة بها. تلقت ميّ مبادئ القراءة والكتابة في قرية الناصرة، وقد انتقل والد ميّ «إلياس» هو وأسرته الصغيرة إلى لبنان وعمل بالتدريس في قرية عينطورة، وهكذا فارقت ميّ بلدة الناصرة مرتع طفولتها وصباها، فكتبت مذكراتها لمدينة الناصرة:
| مي زيادة | إيه يا ناصرة! لن أنساك ما دُمت حيّة، سَأعيش دوماً تلك الهنيهات العَذبة التي قَضيتها في كنف منازلك الصامتة، وسأحَفّظ نفسي الفتية ذِكرى هُتافات قَلبي وخَلجَات أعماقي، لَقد كُنت لي مَدينة الأزاهِر العَذبة، ومَجالَ التّنعم بأطايب الأوقاتِ في وجودي | مي زيادة |

بعد دراسة ميّ بدير المدينة التحقت بمدرسة راهبات عينطورة لتدرس في القسم الداخلي بين عامي ّ (1900-1903)م. إلى جانب دراستها كانت مهتمةً بدراسة الّلغة العربيّة، وتعلّم الّلغات الأجنبيّة، فتميّزت ميّ ونشرت مقالات أدبية ونقدية واجتماعية. بالإضافة إلى جوانب أخرى تتعلّق بالفنّ، والغناء والموسيقى، فتعلّمت العزف على آلة البيانو، وممّا قالت فيها:
| مي زيادة | إنّها تُنيِّلُني أجنحة، وتطير بي إلى عَوالمَ لا يَطرُقها غَيرها | مي زيادة |

أما عن حياتها العاطفيّة، فقد أحبّت جبران خليل جبران عَلى الرُّغم مِن عَدم لِقاءهما؛ حَيثُ دامَت المُراسلات بَينهما عِشرين عاماً منذ عام 1911 وحتى وفاة جُبران في نيويورك عام 1931، لَم تتزوج ميّ بأحدٍ من بَعد حُبها لجبران، فَعاشت فترة عَصيبة وعانَت من الوحدة بعد وفاة أحبائها ومن كانوا سَندها في الحياة، فَتفرغّت لِلكتابة والقِراءة والتّأليف، وفي عام 1932 سافرت إلى عدة دولٍ، عانَت مِن حالة نَفسيّة صَعبة، بَعدَ أن أدخَلَها أقرباؤُها إلى مُستشفى الأمراض العقلية في العَصفوريّة بلُبنان لتلقيّ العلاج.

### التَّعليم
بدأت ميّ زيادة أول مراحلها التّعليميّة في مدارس النّاصرة الابتدائيّة، وعلى وجه التحديد في دير المدينة الذي ذَكرته في كِتاباتِها، ثمّ عادَت لِموطن أبيها في لبنان، وفي كسروان تَحديداً وهي في سِنّ الرّابعة عشر، ثمّ تابعت دراستها الثانويّة في دير الرّاهبات في مَنطقة عينطورة، وتعرّفت هناك عَلى الأدب الفرنسي والرومنسي الذي أخذ يروقها بشكلٍ خاص. كما التحقت بعدة مدارس أخرى في لبنان عام 1904 لتنتقل العائلة بعدها عائدةً إلى الناصرة، ويشاع أنها نشرت أولى مقالاتها في سن السادسة عشر. إلّا أنّ ذلك لم يُنسها المدينة التي وُلدت فيها.
أجادت مي العزف على البيانو، وقرأت أشعار الصوفيين العرب، وأعجبت إعجاباً كبيرًا بابن الفارض، وعلى أيدي الراهبات أجادت اللغة الفرنسية، وحفظت الكثير من أشعار الفرنسيين أمثال دي موسيه، ولامرتين. وفي عام 1904 تخرّجت مي من مدرسة الراهبات عينطورة ورجعت إلى الناصرة عند أهلها. وفي عام 1908 انتقلت مع أسرتها للإقامة في القاهرة. دخلت الجامعة المصرية عام 1916م، ودرست الفلسفة والآداب وأتقنت اللغة الفرنسية والإنجليزية والإيطالية والألمانية ولكن معرفتها بالفرنسية كانت عميقة جداً وكانت بدايات نشرها بتلك اللغة في القاهرة، عملت بتدريس اللغتين الفرنسية والإنجليزية، وتابعت دراستها للألمانية والإسبانية والإيطالية. وفي الوقت ذاته، كما عكفت على إتقان اللغة العربية، فكتبت بهذه اللغات في الصحف حول قضايا الثقافة، وقضية نهضة النِّساء العرب والشرقيات عامة وحول اللغة العربية ونهضة الأمم الشرقية، كما أنّها دخلت مسيرة التّربية والتّعليم فعملت فيها.
تفوقت ميّ زيادة في الدراسة والتحصيل العلمي. وأكسبها اطّلاعُها الواسِع عَلى التّراث العَربي، والأدب الأوروبي فصاحةً وتعبيرًا واضحًا. ومنحها الترحال بين كسروان ويافا وحيفا وبيروت والناصرة والقاهرة ثقةً عاليةً بِنفسها، ومَعرفة عَميقة بِمعاناةِ السكان وحاجاتِهم وأحوالِهم. فَتَح لَها التعليم والصحافة أبوابَ الصداقة والتَّعارف مَع صحفيين ومفكرين وأدباء كَثيرون في لبنان ومصر وبلاد المهجر. أفادت من ثقافة والديها المُتعلمين، ومِن مُلاحظات أساتِذتها وعِلمهم، كما تأثرت بأسلوب عَدد مِن رائِدات النّهضة وروّادها ومن بين هؤلاء: أحمد لطفي السيد الذي سُمي «أستاذ الجيل» وكان أستاذًا للدكتور طه حسين، وتردد أحمد لطفي السيد والدكتور طه حسين إلى صالون ميّ الأسبوعي. تأثرت مي بفارس الخوري وفخري البارودي وخليل مردم وخليل مطران وأحمد حسن الزيات وتوفيق الحكيم وروز اليوسف والدكتور أنيس المقدسي وشكيب أرسلان وأنستاس ماري الكرملي والدكتور يعقوب صرّوف صاحب مجلة (المقتطف) وجبران خليل جبران وعباس محمود العقاد وأسلوب الشيخ مصطفى عبد الرازق وأسلوب مصطفى صادق الرافعي ونثره المتقن.

### الانتِقال إلى مَصر
انتَقلت مَي زيادة إلى مصر سَنة 1907، أقامَت في العاصِمة القاهرة، حيثُ عَملت بِتدريس الُّلغتين الفرنسية والإنجليزية، وقامَت بِدراسة الألمانية والإسبانية والإيطالية. وفي الوَقت ذاته، بَذلت الجُهد في إتقان اللُّغة العَربية والتَّعبير بِها وفيما بَعد، تابَعت في جامعة القاهرة دِراسة الأدب العربي والتاريخ الإسلامي والفلسفة. بعد أن تخرّجت من كلية الآداب في القاهرة، وُلدت فكرة مي بإنشاء صالونها الأدبيّ الخاص، وعقدهِ كل ثلاثاء من كل أسبوع وقد امتازت بسعة الأفق ودقة الشعور وجمال اللغة. كما أنها نشرت مقالاتٍ وأبحاثاً في الصُحف والمجلات المصريّة، مثل المقطم، والأهرام، والزهور، والمحروسة، والهلال، والمقتطف. أما الكتب، فقد كان باكورة إنتاجها في عام 1911 ديوان شعر كتبته باللغة الفرنسية وأول أعمالها بالفرنسية كان بعنوان «أزاهير حلم». وفيما بعد صدر لها «باحثة البادية» عام 1920، و«كلمات وإشارات» عام 1922، و«المساواة» عام 1923، و«ظلمات وأشعة» عام 1923، و«بين الجزر والمد» عام 1924، و«الصحائف» عام 1924.

## حياتُها في مَصر

### عَملُها في الصَّحافة
تُعدّ ميّ ممّن أبدعوا في مَجال الصّحافة، فكانت تكتب المقالات ذي الأثر الاجتماعيّ في الصّحافة المصريّة، ومن الصُّحف التي كتبت فيها صحيفة «المحروسة» التي كان لها فيها باب خاص وثابت اسمه «يوميّات فتاة»، كانَت تستعرض في هذا الباب مَقالاتِها وتُمضي في نِهايتها بأسماء مُستعارة، كان من أسمائها المستعارة: «شجية، خالد رأفت، إيزيس كوبيا، عائدة، كنار، السندبادة البحرية الأولى». وممّا أضافته ميّ إلى عَملها في سنة 1926 أنّها ابتَكرت بابًا جَديدًا في صَحيفة «السّياسة الأسبوعيّة» وتَسمِيتٌه «خَليّة النّحل»، وكانَ هذا الباب قائِماً عَلى أساس الأسئِلة وَالأجوِبة الصّادِرَة مِمّن يُريدُ من قُرّاء الصّحيفة أن يَسأل سُؤالاً أو يُجيبَ عَلى سُؤال مَطروح.
زَادت ميّ زيادة مِن إقبال الفِئة الشّبابيّة عَلى القِراءة مِن الجَريدة بإنشائها باب خليّة النّحل التّفاعليّ، وَبِهذا تَكونُ قَد أضافَت عامِلاً مُهماً في الصّحافة، ومَع أنّ هذا الباب يُعدُّ عَملها «الفنيّ» الأول في الصّحافة إلّا أنّه كانَ الأخير؛ لِأنّها فضّلت أن تَكون كاتِبة غَير مُقيَّدة بأحَد وأنْ تَكونَ حُرّة لا تَختَلِط مَع مَن تَكتب لَهُم. حاوَلت صَحيفة «الأهرام» أن تَجتذب مَي لِتَكون عُضوًا في أسرة تَحريرها وأعَدّت لَها مَكتبًا خاصًا في غُرفة رَئيس التّحرير، ولكنّها رَفضت العَرض، وبَقِيت صِلتها قائِمةً عَلى الكِتابة الحُرّة.

### الصَّالون الأدبيّ
وُلدت فِكرة مي زيادة بصالونها الأدبي في فَترة تَحوّل جَذريٍ شامِلٍ في جَميع مَناحي الحياة، بَعد الدَّعوة إلى الاستقلال السياسي، وظُهور الرَّغبة المُلحّة في الحريّة الفرديّة والمساواة، والدعوة إلى تحرير المرأة، فكانت بداية انعقاد صالون مي 24 نيسان 1913م، حيثُ وَقفت في خطابٍ لأول مَرة في بهو الجامعة المصرية، لإلقاء كَلمة جبران خليل جبران نيابةً عنه اشتراكاً في تَكريم الشاعر خليل مطران، وفي نهايةِ الكَلمة وَجّهت الدَّعوة لِعقد صالون أدبي في مَنزِلها، فَتلقت يَومها تَشجيعاً كبيراً من الحاضرين، وبعد ذلك ابتدأ يجتمع في بيتها مَجموعة مِن الأشخاص الذين حَضَروا صالونها الأدبي كل يوم ثلاثاء من كل أسبوع، وبقي أعواماً تَحت رِئاسة الشاعر إسماعيل صبري. كانَ الصالون في بادِئ انعِقاده عام 1913 يُعقد بمسكنها في الطّابق العلوي من مَباني جريدة الأهرام في شارع مظلوم باشا، واستقطبت فيه المفكرين والكتّاب والشعراء، ونَوعياتٍ مُختلفة مِن عليّة القَوم والأثرياء والأدباء المعدومين ومنهم إسماعيل صبري، منصور فهمي، ولي الدين يكن، أحمد لطفي السيد، أحمد زكي، رشيد رضا، محيي الدين رضا، مصطفي عبد الرازق، الأمير مصطفي الشهابي، أمين المعلوف، الدكتور يعقوب صروف، الدكتور شبلي شميل، سلامة موسى، إسماعيل مظهر، محمد حسين المرصفي، أحمد شوقي، خليل مطران، إبراهيم المازني، عباس محمود العقاد، أنطون الجميل، مصطفى صادق الرافعي، طه حسين، داوود بركات، زكي مبارك، عبد الرحمن شكري. وكان صالونها واسعاً رحباً، اختارت أثاثه بنفسها، وعلقت في صدره أبيات من الإمام الشافعي وهي:
| مي زيادة | إذا شئت أن تحيا سليماً من الأذى وذنبك موفور وعرضك صين ُ لسانك لا تذكر به عورة امرئ فكلك عورات وللناس ألسن ُ وعينك إن أبدت إليك معايباً فصنها وقل يا عين للناس أعين وعاشر بمعروف، وسامح من اعتدى وفارق، ولكن بالتي هي أحسن ُ | مي زيادة |

كانت تُقدم شراب الورد أو القهوة في صالونها عَلى الطَّريقة الشَّرقية، وكَانَت تَجلس في صَدرِه تُرحّب بِضيوفِها. وكانَ صالونها الصّالون الأدبي الوَحيد في مصر الذي تُديره امرأة وتستقبل فيه ضيوفاً من الجنسين. تميّز بما فيه من حريّة فكريّة واجتماعيّة وحركة ثقافيّة وفّرها كلٌّ من المضيفة والضيوف، وشكّل منبعاً للإنتاج الأدبي، وهي أحد أسباب نجاح هذا الصالون، فأثرت في أدباء عصرها من الناحيتين الإنسانية والفنية، كان حَديثها يغلب عليه التسامح والود والتَّهذيب الرَّفيع والفكر العميق، فكانَت تحرص على إفساح المَجال لَزائريها لِيُعطي كل منهم رأيه، فَلا يَشعر أحد بالاغتراب في مجلسها.
أما المُرتادون فَكانوا يَتحدثون في شَتى المَواضيع الفكرية والأدبية، ويَتكلمونَ بالعربية أو بِغيرها مِن اللغات الأجنبية، أمّا مَي فكانَ حديثها دائماً باللغة العربية الفصحى، وكانَت في صالونها وأحاديثها تُباعد بَينها وبَين التّيارات الحِزبية والتَّعصبية، فَما استطاعَت أن تُدير لَها ظَهرها والمُجتمع يُعاني مِن هُمومه، كانَت سِمة صالونها الأساسية أنه أدبي فكري، ولم يكن اجتماعيًا أو سياسياً، وكانَ الطابع هُو الطّابع الأدبي الّذي لَم يَتغير. كان أبرز أهداف صالونها البَحث عَن إنشاء جَديد يُقرّب بَين طَرفي اللغة الفصحى التقليدية واللُّغة العامية، والتَّقريب بَين الفِكر الشرقي والغربي بواسطة تعريب الروائع الأوروبية، ومُناقشة الكُتب الجَديدة والقَصائِد الحَديثة والحَملات الصّحفية. كما كانَ لِمي وصالونها دَورٌ في المعارك الفكرية في ذاكَ الوَقت، شَهدت مصر في العِشرينيات والثلاثينيات مَعارِكَ فِكرية عَديدة، ولَم تَكن مي في عزلة عَن تلك المَعارك الفكرية، وكان بمقدورها أن تُؤثر في الكَثير مِن الأحداثِ بِتدخلها، لكنّها كانَت لا تَتدخل تَدخلاً مباشراً. لَقد استمر صالون مَي قُرابة خَمسة وعشرين عاماً مُتواصِلة لا يَثنيها عَن ذلك طارِئ مِن مَرض أو سفر، وهِي أطول فَترة عَرفها صالون أدبي في الشرق أو الغرب.
أخَذَت مَي عَن والِدها المعلم والصحفي وصاحِب جريدة «المَحروسة» القُدرة عَلى مُحاورة رِجال الفكر والقلم. وإتقانِها اللغات الأجنَبِية والاطلاع الواسِع عَلى مُختلف ألوانِ الثقافة، وتوفّر فيها مُقومات قُوة الحُضور والتأثير، وبَراعَتِها في إدارة حوار جَلَسات الصالون، فكانَ أحد أسباب نَجاح صالونها وشُهرتها بَراعَتها في إدارة الحوار، وكانَت حِواراتها حافِزاً لِلإنتاج الإبداعيّ والفكريّ، فَكانت مِن الأوائِل الّذين دُعوا لِإقامة جُسور مِن الحوار والتَّفاهم والتَّبادل بَين الثقافات الإنسانيّة.
ذَكر عباس محمود العقاد أحد رُواد صالونها بَراعتها في إدارة الحوار وتوجيهه فََقال:
| مي زيادة | ما تَتحدث بِه مي مُمتِع كالّذي تَكتبه بَعد رُؤية وتَحضير، فَقد وَهبت مَلكة الحَديث، وهِيَ ملكة التَّوجيه وإدارة الحَديث بَين مَجلس المُختلفين في الرأي والمزاج والثقافة واللغة | مي زيادة |

#### أدباء يَصفون صالون مَي
وَصَف د. طه حسين صالونها قائلًا:
| مي زيادة | كانَ صالوناً ديمقراطياً مفتوحاً، وقد ظَللت أتردد عَليه أيّام الثلاثاء إلى أن سافرتُ إلى أوروبا لِمُتابعة الدِّراسة، وأعجََبني مِنهُ اتِّساعَه لِمذاهب القَول وأشتاتِ الكلام وفُنون الأدب، وأعجَبَني مِنهُ أنّه مَكان لِلحديثِ بِكل لسان، ومُنتدى لِلكلام في كُل عِلم. | مي زيادة |

أمّا الشاعر إسماعيل صبري الّذي اضطر لِلغياب عَن الصَّالون، فَكتبَ مُعتذرًا عَن الغِياب قائِلًا:
| مي زيادة | روحي عَلى بعضِ دور الحي حائِمة كَظامِئ الطير حوامًا عَلى الماء، إن لَم أمتع بِمي ناظري غدا أنكَرت صُبحك يا يوم الثلاثاء | مي زيادة |

ويَقولُ الدّكتور مترى بولص:
| مي زيادة    | لَم يَكُن صالون مي واقفاً عَلى فِئة مِن المُؤلفين المُنتمينَ إلى طَبقة أو اتّجاه دونَ فِئة أخرى، إلّا أنّه في مَنحاهُ الاجتِماعي كانَ واقفاً عَلى الفئة الفنيّة.. والأدب تَحول في صالون مي إلى تيارٍ فِكريّ بَعيد عَن التَّيارات الاجتِماعيّة والسياسية الّتي كانَ يَضطربُ بِها المجتمع المصري، وبِذلك نَأت مي بالأدب عَن الالتِزام الاجتِماعي الواقِعي، وحَصَرتهُ في بُرج عاجي تُطل مِنهُ عَلى النّاس، وإن صالون مي في جانبٍ مِن جَوانبه الإيجابية لَدليل عَلى رقي الفِكر وسُموّ الثقافة، إلا أنه من ناحيته السَّلبية سمة مِن سِمات نَزعتها الفَرديّة، وأرستقراطيتها الفِكريّة.. وهذا ما جَعَل صالونها عيد الأصولِ عَن الشعب مُنقطع الصِّلة بالعاديّين من الناس | مي زيادة |
| — مترى بولص | |          |

وأما أمير الشعراء أحمد شوقي فَترجم انطِباعاته عَن مَي وصالونها بقصيدة يَقولُ فيها:
| مي زيادة | أُسائلُ خاطريْ عمّا سباني أحُسْنُ الخَلْقِ أمْ حُسْنُ البيانِ رأيتُ تنافسَ الحُسْنينِ فيها كأنّهما ” لِمَيّةَ ” عاشقانِ | مي زيادة |

 زار صالون مي اثنان من المفكرين الأمريكيين، كان أحَدهم هِنرى جايمس القَصصي الأمريكي وهو شقيق وليم جايمس العالم النفسي المَشهور، وكانت مي مَعهُما مثالاً للمرأة الشرقية المثقفة.

### فَن المُراسَلة
راسلت ميّ زيادة أعلام عصرها من سياسيين ومفكرين وصحفيين وشعراء وكتاب، وراسلت عددًا من الناشطات في الحركة النسائية في سوريا ولبنان ومصر، وممن راسلتهم وراسلوها: الشاعر والأديب جبران خليل جبران، وتأثرت بأسلوبه إذ كانت ميّ في الشرق، وكان حبران مهاجرًا إلى الولايات المتحدة الأمريكية في أقصى الغرب، وراسلت دكتور يعقوب صروف ونشرت في مجلته (المقتطف) مقالات وخواطر، وعدّته أستاذها، وروز اليوسف صاحبة مجلة روز اليوسف التي تَحمِل اسمَها، والشيخ مصطفى عبد الرازق، والمستشرق إتوري روسي، ومحمد لطفي جمعة، والدكتور مرشد خاطر، وباحثة البادية ملك حفني ناصف، والأمير عبد القادر الجزائري، والأديب عباس محمود العقاد، والشاعر خليل مطران.
طَوّرت ميّ فن المُراسلة مَضمونًا وشكلًا مثل: الأسئِلة الوُجودية، والوَصف البارِع لِتحولات الطّبيعة، والنّجوى الدّاخلية، ونَقد الكتب، وحقوق المرأة، كانَ أسلوبُها يَقومُ عَلى حُسن الانتقال إلى الفكرة الرئيسية وبَراعة المُحاورة، ودقّة العبارة والتكثيف، والطرافة والطلاوة والوضوح، وجَعلت مِن الرسالة مِحورًا فِكريًا لا عَلاقةَ لَهُ بالعاطفة، كانَت تَصبُّ في رسائِلها ثقافتها الواسعة وقلبها وعقلها، كتبت ميّ رسالة إلى إميل زيدان ناشر كتابها سوانح فتاة في تموز عام 1922 تقول:
| مي زيادة | وأمّا كَلماتك المُشجّعة الدّالة عَلى نَفس، فيها مِنَ الرِّقة بِقدَر ما فيها مِنَ التَّوقد فإني أتلقاها بالتَّمني الحار بِتحقيق آمالِك | مي زيادة |

 كَتَبت رِسالَة إلى الأمير خالد الجزائري، حَفيد الأمير عبد القادر الجزائري، المُقيم في بيروت تَشكرُه عَلى اهتِمامِه بِأخبارِها وتُظهِر اهتِمامَها لِكُل فَردٍ مِن أفراد أُسرَته: البنات والأبناء، وقالت:
| مي زيادة | أودُّ أن يَكتب إلي كُل واحدٍ مِنهم باللُّغة التي تَروقُه، فَيُحدثني عَن دُروسِه وعَن كُلِّ ما يَهُمه مِن الشُّؤون | مي زيادة |

كَتبت إلى عباس محمود العقاد بَعد قِراءتها كِتابه (الفُصول) الّذي أهداهُ إليها، وَوَقَفت عِندَ الفَصل الّذي انتَقد فيهِ كتاب جبران خليل جبران (المواكب) كاشِفًا فيه أخطاء لغوية، وآلَمتها قَسوته بوصف أسلوب جبران، فَكتبت تَقول:
| مي زيادة | لاحظت قسوتك على جبران، وإن كنت أوافقك على بعض ما قلت، وأعارضك في بعضه الآخر، ولا تتسع الرسالة لأقول لك ما أوافقك عليه وما أعارضك فيه | مي زيادة |

 وكتبت إلى الدكتور يعقوب صرّوف منتقدة أداء الصحافة قائِلة: 
| مي زيادة | أفهم بالاختبار أنَّ النقد عملٌ شاق ودَقيق، يَستغرق وقتًا طويلًا، ويَتَطلب مَعرفةً واسعةً وذوقًا مهذبًا وبصيرة شفافة، وإحساسًا حيًا يفهم العدل كما يفهم الجمال، وكما يفهم أنظمة الحياة، فهو بذلك غير مَيسور لِكُل من ادّعى حِمل لِوائه. والصُّحف في شاغِل لانهاكهما بالمشاكل السياسية والقومية، لِتعرضَ عَلى الأقل أسماءُ الكُتل الصّادِرة حَديثّا كَي يَنتفع القارئ بالاطِّلاعِ عَليها | مي زيادة |

 وكتبت إليه أيضًا رسالة تشير إلى أهمية الصحافة ودور (المقتطف)، قائلة:[بحاجة لمصدر]
| مي زيادة | المُساعدة التي قَدمها صاحِب المُقتطف لِلحركة النِّسائية في كُل الشرق أعظم مِن مَجموعة الخِدمة التي تَقومُ بِها جَميع نِسائنا | مي زيادة |

تبادلت أيضًا رسائل عَديدة مع محمد لطفي جمعة الّذي حاوَرَته وأُعجبت بِأفكاره، وكانَ مَوضوع إحدى رَسائلها عَن مَضمون كِتابِه (ليالي الرّوح الحائِر) الذي أصدَره عام 1912 في القاهرة وأهداه إليها. وفي رِسالة مُؤرخة في 24 أيلول عام 1913 كَتبت إليه تَقول:
| مي زيادة | جاءَ في كِتابِكَ يا سيدي فَصلٌ عُنوانُه (الرّوح المُهتدي) وأراني مُضطرة إلى الإقرارِ بِجمالِه، وإن ساءَني مِنهُ إصرارُك عَلى ظُلم جِنسنا المَسكين، فَضلاً عَن التُّهم الفَظيعة التي تَتهِمُني بِها، لَقد شَقّ عَلي ظُلمك أكثر مِن تُهمك، لِأني أوثر أن أكونَ مَظلومة وَحدي عَلى أن يَكون جِنسي جَميعُه مَظلوماً. وإنّ مِن الظُّلم المَقصود ما لا تَطيقُه الأرواح. يا سيدي الأستاذ؛ لَقد تَألمنا كثيراً وصمتنا طويلاً، وها نَحنُ جامعاتٌ كما بقي مِن عزائمٍ هانَت عَلى صُروف الدَّهر، نَجمعها ونَتحفز لِلنهوض، فَنحن بِلا حاجَة إلى مُساعدة الأيدي القوية، نُريد قُلوب رِجالٍ حَساسة تَشفق، وأقلاماً قادِرة تُشجع، وبِدون هذه المُساعدة لا تَتِم نَهضتنا إلا بِبطء لا نَتمناه. يا سَيدي الأستاذ، لا يَسَعُني هُنا إلا شُكرك عَلى ما تَفضلت بِه من عِباراتِ الثناء والتشجيع، ولَقد ذَكرتني بِقول حَكيمٍ هِندي: إذا شِئتَ أن تَنبه إلى مَحبة الأعمالِ العظيمةِ في نَفسِ امرئ، بالِغ بِمدحِ حَسناتِه وإن كانَت صَغيرة | مي زيادة |

قالَ لها فارس الخوري رئيس وزراء سوريا الأسبق في رسالة يَحثُها فيها عَلى زِيارة سوريا ولبنان:
| مي زيادة | زَوجتي كَثيرة التَّحدث عَنكِ والشَّوقُ إليك، والنّاس أربعةُ أصناف: صَديقٌ لا عَشير، وعَشيرٌ لا صَديق، ولا عَشيرٌ ولا صَديق، وصَديقٌ وعَشير، وختم رسالته بالقول: "يعزُّ عليّ أن أختم هذه الرسالة وأقطع ما أشعر به وأنا أكتبها من لذة النجوى | مي زيادة |

ويُلحظ في رسائِلها عَدم إصدار الأحكام إلا بِرويّة واتّزان وبَعد اطلاعٍ كافٍ عَلى المَوضوع المَعنيّ، واحتِرام المُخاطَب، والمَوضوعية والإيجاز.

## الدِّفاع عَن حُقوق المرأة
كانَ لِمي دَور في الدِّفاع عَن حُقوق المَرأة، وبِمُطالبة المُساواة كَما أنّها استَحقّت أن تَكون رائِدة مِن رائِدات النَّهضة النِّسائية العَربيَّة الحَديثة، حَيثُ كانَت مُتطلعَة عَلى تاريخ المرأة في الفَترة التي سَبَقت سَجنها فَأكثرت مِن الكِتابة والمُحاضرات والنّدوات؛ لِلمُطالبة بِحقوق المرأة. طالَبت بإنصافِ المرأة وبِأن تَتحرر عَلى ألا تَخرُجَ مِن قُيود المَعقول والمَقبول، رَفضت أن تَعيشَ المرأة أشَد أنواعِ الاستِغلال، فَقد أفقَدها ذلك مَكوناتِها الشّخصية، كَما كَتَبت عَن تَعليم المَرأة فقالت:
| مي زيادة | النّور النّور، نُريد النّور دومًا وفي كُلّ مَكان، نُريدُ أن يَفهم الرَّجل كَرامة المَرأة، وأن تَفهم المَرأة كَرامَة الإنسانية | مي زيادة |

برز الدّفاع عَن حُقوق المَرأة في كتابها (المساواة) الصادر عام 1923م، إلى جانِب كُتبها عَن رائِدات التنوير مِن السّيدات، فَكتبت عن عائشة التيمورية ووردة اليازيجي. وعن مُساواة الرّجل والمرأة قائلةً:
| مي زيادة | لا أطلب للمرأة المساواة بالرّجل لاعتقادي أنّها تفوقه سموّاً بقلبها. والنّظريّات الّتي ترمي إلى تسويتها بالرّجل تحول حتماً بينها وبين عالمها الخاصّ الّذي به- به وحده- تظلّ محلّقة فوق كلّ أفق يستطيع الرّجل في جدّه وعبقريّته أن يبلغه. فالمساواة هبوط لها، لا صعود. (ميّ زيادة) | مي زيادة |

تقول أيضًا أنه لا يُمكن لِلرجل أن يَختَرق عالَم المَرأة حَتى وإن نادى بِتحرير المَرأة وتَثقيفها وتَعليمها فَهو يَنظر لِلموضوع مِن خارِج المَرأة فَقط، لذلك كانَت تُقدّر مُبادرة الرّجل أمثال بطرس البستاني، ورفاعة الطهطاوي وقاسم أمين في المُناداة بِتعليم المَرأة في عَصرِهم، لكن بِرأيِها أنّ مَن يُحرّر المَرأة هِي المَرأة ذاتَها. وقد أكّدت عَلى ذلك في مُحاضرة لَها بِعُنوان «غاية الحياة» ألقَتها في جَمعيّة «فتاة مصر الفتاة»، ومَقال بِعنوان «الفَتاة المَصريّة ومَوقِفها اليَوم» الّذي تَم نَشرُه في صَحيفة «السّياسة» المّصريَة.
تَناولت مَي الحرية بِشكل أكثَر عُمقاً حَيثُ كانَت تَحُثّ المرأة لا عَلى المُطالَبة بِحقوقِها وحَسب، بَل عَلى إدراكِ واجِباتِها والتّمسُّك بِها وتَطوير أساليبِ التّعامل فيها كَي تُتحقّق حُقوقها. فَمن لا يَعرِف واجِباته ويَلتزم بِها لا يَستطيعُ أن يُطالب بِحُقوقه. لذلك فالحُريّة عِندَ المَرأة بِحسب مي تَتكوّن مِن عُنصرين أساسيّين: التّعليم والعَمل. التّعليم الّذي يُسهم في تَثقيفها وارتقائها الفكريّ والعلميّ وتَهذيب طِباعِها وتَنمية مَواهِبها. والعَمل الّذي يُحقّق حُرّيّتها بِمعناه العَميق والمُستقل. تَحدثت كَذلك عَن الحِجاب لِلمرأة ونَظرة المجتمع إليه فَفي إحدى مَقالاتها هاجَمت الحِجاب لا لِكونه لِباس حِشمة ووَقار لكنّها رَأت فيه حِجابًا وهميًا فَرضه الرَّجل عَلى المَرأة لِتبقى مَحجوبَة عَن التّطور والفَعالية حيثُ قالت:
| مي زيادة | هذا الحِجاب الوَهمي انبذه بَعيداً فهو لا يَحجب وُجوهاً كَلا، ولا مَلامِح. إنّما يَحجِب عُقولاً راجِحة ونَشاطاً فتياً ونفوساً وثابة إلى العُلا، وإن أبيِّتن إلا إسداله فأسدَلنه | مي زيادة |

## حياتُها العاطِفيّة

### أدباء أحبّوها
كانَت مَي مَحط اهتمامِ العديد مِنَ الشُّعراء والكتّاب والأدباء ورجال الدّين في عَصرِها، وخاصًة الذين التقوا بِها في الواقع مُباشرة أو في صالونها الأدبي أو عَرفوها مِن الجريدة. نشأت أيضًا علاقة عاطفية بعددٍ من رُواد صالونِها الأدبي فَقد كَتب إسماعيل صبري وهو مِن شُعراء الطّبقة الأولى في عصر النهضة ومن شيوخ الإدارة والقضاء يقول:
| مي زيادة | رُوحِي عَلى بعضِ دورِ الحي قائمةً كظامِئ الطّير تواقاً إلى الماء إن لم أمتع بميّ ناظري غداً أنكرت صُبحك يا يوم الثلاثاءِ | مي زيادة |

أمّا العقاد فَقد كَتب في كِتابه «رجالٌ عَرفتهم» يَقول:
| مي زيادة | أكلُ هَؤلاَء عشاقٌ؟ وعلى كلٍ من هَؤلاَء يَنبَغي لميََ أَن تُجيب جَوَاب المحبوبةَ الََتي تَتَقبلُ العشق ممَن يدَّعيه؟ هَذَا هُو الخَاطر الذي تصححُه لمحَةٌ سريعةٌ أيضاً إلى طبيعة الندوة وطبيعةِ التَحية العُرفية التي تُناسِبها.. | مي زيادة |

وَالشّيخ مُصطفى عَبد الرازق شَيخ الأزهر آنذاك أرسَلَ رَسائِلَ من باريس يُعبّر فيها عَن حُبّه لَها حينَ قال:
| مي زيادة | وإني أحبّ باريس إنَ فيها شَبابي وأمَلي، ومَع ذلك فإنّي أتَعجل العَودة إلى القاهرة يَظهر أن في القاهرة ما هو أحب إليَّ من الشباب والأمل". | مي زيادة |

أما عَن الشّاعر المصري التركي ولي الدين يكن فَقد قالَ فيها:
| مي زيادة         | أعَلمتِ الهوى الذي أخفيهِ ؟ أيُّ سِر يا مَي لَم تَعلميه؟ وقَد قالَ فيها شِعراً أيضاً عندما جاءت لزيارته وهو مريض حيث قال: " تبدت مع الصبح لما تبدى فأهدت إليَّ السلام وأهدى تقابل في الأفق خداهما، فحيّت خداََ وقبلت خداََ لقد بدَّل الله بالبعد قرباََ، فلا بدَّل الله بالقرب بعداََّ تعالي فجسي بقلبك كبدي، إن كان قد أبقى لي الهجر كبداََ | مي زيادة |
| — ولي الدين يكن، | |          |

يقال أن مي زيادة كانت تعامل الشّاعر ولي الدين يكن مُعاملةً خاصّة؛ لِأنه كانَ مَريضاََ بالربو الّذي لَم يَكُن لَه عِلاج آنذاك ولكن عندما توفي عام 1921م لَبست عَليه الأسوَد عامَين كامِلين. ومِنَ الجَدير ذِكره أنّ هُناك آخرين مِن كِبار الشُّعراء ومِن رُواد صالونِها الأدبي وَقعوا في حُبّها أيضًا مثل: طه حسين، ومصطفى صادق الرافعي، وأنطون الجميّل، وأمير الشعراء "أحمد شوقي". وعَلى الرُّغم مِن كِثرتهم لم تُحب سوى جبران خليل جبران برُغم عَدم التقائِهِما.

### قِصة مَي وجُبران
تَعارف مي وجبران عبر الرسائل عِندما كَتبت مَي زيادة مَقالة تُعبّر فيها عَن رأيها بِقصيدة جبران خليل جبران «المواكب»، حَيثُ كانت مي مُعجبة بِأفكاره وآراءه، ثُمَ كَتبت لَه رِسالة تُعبّر فيها عَن رأيها أيضاً بِقصة «الأجنحة المتكسرة» الّتي نَشرها في المهجر عام 1912م حيث كتبت لَهُ:
| مي زيادة | إنّنا لا نَتفق في مَوضوع الزّواج يا جُبران. أنا أحترمُ أفكارَك وأجلُ مَبادئك، لِأنني أعرِفُك صادِقاً في تَعزيزها، مُخلصاً في الدِّفاع عَنها، وكُلُها تَرمي إلى مَقاصِدَ شَريفة. وأُشاركك أيضاً في المَبدأ الأساسيّ القائِل بِحرية المَرأة، فكالرجل يَجبُ أن تَكون المرأة مُطلقة الحُريّة في انتِخاب زَوجها من بَين الشُّبان، تابِعة بذلك مُيولَها وإلهاماتِها الشّخصية، لا مَكيفة حَياتها في القالِب الّذي اختارَهُ لَها الجيرانُ والمَعارف......." | مي زيادة |

عِندما أقيم احتفالٌ كَبير لِلشاعر «خليل مطران» في القاهرة وطَلَب مَنشئ الهِلال «جرجي زيدان» مِن جبران أن يُرسلَ كَلمته، طلبَ زيدان مِن مَي زيادة أن تَقرأ نَص جبران في ذلك الحَفل نِيابةً عَنه، وفي عام 1914م بَدأت العَلاقة التّراسُلية بَينهما، وتَوثقت العَلاقة بَينهُما شيئاً فشيئاً فَتدرّجت مِن التّحفظ إلى التّودد إلى الإعجاب ومِن ثُم الصّداقة حَتى وَصل الأمرُ إلى الحب في عام 1919م. عَلى الرُّغم مِن ذلك إلا أنّ كِلاهما كانَ يَخشى التّصريح بِحبه لِلآخر، فَيلجأ إلى التّلميح فَلم يُخاطبا بَعضهُما بالّطريقة المَألوفة بَينَ العُشاق، فجبران لَم يَكن يُسمي الأشياءَ والمَشاعِر بأسمائِها إنمّا كانَ يَرمِز إليها فَعبّر عَن حُبه لِمي بِقوله:
| مي زيادة | أنت تحيين فيّ، وأنا أحيا فيكِ"، ووصف علاقتهما أيضاً بقوله: " الدّقيقة، والقويّة، والغَريبة" وأنّها "أصلَبُ وأبقى، بِما لا يُقاس مِن الرّوابِط الدّموية والجَنينيّة حتى والأخلاقية | مي زيادة |

عَلى الرُّغم مِن ارتباط جُبران بالعديدِ مِن النّساء الأُخريات مِثل: ميشيلين وماري هسكل وغَيرهن، إلّا أنَّ مي كانَت صَديقَته وحَبيبته وَلطالَما عَبّرعَن إعجابِه بِكتابَتها وبِذوقِها وثَقافتها عَبر رَسائِله إلَيها، وَأخبَرها بِما لَم يُخبرغَيرها بِه، طُفولَته وأحلامَه وكِتاباته، أحبّ فيها أيضاً حُبها لَهُ فَقد كانَ جبران الحُب الوَحيد في حَياة مي، وعَلى الرّغم مِن هذا الحُب الكَبير بَينهما إلّا أنَّ أحداً لَم يَلتقي بِالآخر ويُقال أيضاً أنّهُما تَجنبا لِقاءَ بَعضهما، واستمرّا فَقط بِكتابةِ الرّسائل لِبعضِهما، واستمرت المُراسلة بَينهما ما يُقارب العشرين عاماً، وانتَهت بِوفاة جبران خليل جبران في نيويورك عام 1931م، ما شَكّل صَدمة كَبيرة لمي وعاشَت بَقية حياتها وَحيدة. تُعد رَسائلهما أحَد أهَم الأعمال في فن المراسلة، حَيثُ قامَ جبران خليل جبران بِتأليف كِتاب يَضم جَميع رَسائِلُه لَها وعَددُها 37 رسالة بعنوان «الشعلة الزرقاء». وهذه بَعضُ المُقتَطفات مِنها:

## وَفاتها
| «أنا امرَأة قَضيتُ حَياتي بَين قَلمي وأدواتي وكُتبي، ودِراساتي وقد انصَرفتُ بِكل تَفكيري إلى المَثل الأعلى، وهذه الحَياة "الأيدياليزم" أيّ المِثالية التي حييتُها جَعلتني أجهَلُ ما في هذا البَشر مِن دَسائِس.» |
| — مي زيادة |

بَعد أن تُوفي والِدها في عام 1929م ثمَّ والدَتها في عام 1932م، تبعها وفاة جُبران، عادَت على إثر ذلك إلى لبنان 1938م، حَيثُ أساءَ أقارُبها مُعاملتها، وتَم إدخالها مَشفى لِلأمراض العَقلية في العصفوريّة قرب بيروت، وبَعد أن خَرجت مِنه أقامَت عِند الأديب والمُفكّر الُّلبناني أمين الريحاني، ثم عادَت إلى مصر وزارت العَديد مِن البُلدان الأوروبيّة لِلتخفيف عَن نَفسِها واستقرت في مصر، تُوفيت في مُستشفى المُعادي في 17 تشرين الأول 1941م في مَدينة القاهرة عن عمر يُناهز 55 عاماً. وَلَم يَمشِ في جنازتها سِوى ثَلاثة: أحمد لطفي السيد، خليل مطران، وأنطوان الجميل. قالَت هُدى شعراوي في تأبينِها:
| مي زيادة | كانت مي المثل الأعلى للفتاة الشرقية الراقية المثقفة». وكُتبت في رثائها مَقالات كَثيرة بَينها مَقالة لأمين الريحاني نُشرت في «جريدة المكشوف» اللبنانية عُنوانها «انطفأت مي» | مي زيادة |

## الميراث

### الأسلوب الأدبيّ
قالَ أحد أساتِذة جامعة هامبورغ عَن أسلوبها في كتابَتها: «أنّ المَرء يجد فيه توازن الإنجليزيّة، ودُعابتها، ودقّة الألمانيّة وأحكامها، ورشاقة الفرنسيّة، وحيويّة باقي الّلغات الّلاتينيّة». بالإضافة إلى أخذِها ما تَقومُ بِدراسَته عَلى مَحمل الجِّد، فكانت تُجيد الإقناع وتعرض رأيها بقوّة وتدعو إلى الآخذ به، وتُشير سلمى الصّائغ أنّ لكتابات غوستاف لوبون سبباً في نُضج كتابات ميّ زيادة، مِن الأمور التي اتّبعتها مَي في أُسلوب كِتابتها ما يلي:
- العَرض المَنطقيّ لِما تَطرحه.
- استخدام طَريقة السّرد التّشويقيّ في عَرض أفكارها.
- الانتِقال بَين الأفكار بِطُرق مُختلفة باستخدام الأساليب الإنشائيّة المُختلفة، كالاستفهام الاستنكاريّ، والتّعجب.
- إيراد الحِكمة في نِهاية النّص الأدبيّ.
- استِخدام المُفردات التي تُصوّر للقارئ خيالاً جميلاً في ذِهنه، ويَعودُ هذا لِما تَملكُه مِن حَصيلة مُفردات من الّلغات والثّقافات المُختلفة.
- استِحضار الوِجدانيّات بِأسلوب غامِض، وألفاظ روحيّة. توجيه نصوصها للنّاس كافّةً، وبطبقاتهم المُختلفة.
- الابتِعاد عَن المُحاكاة والتّقليد.

### مُؤلفاتها
كانَ أوّل كِتاب وَضعتهُ بالاسم المُستعار (إيزيس كوبيا)، وهو مَجموعة مِن الأشعار باللغة الفرنسية، قامَت بِعدة رِحلات إلى أوروبا وغَذّت المَكتبة العربية بِطائفةٍ من الكُتب وبَلغت مِن غايَتها في الأدب والعلم والفن. ظَلت سَنواتٍ طويلةٍ تَغرس الأشعار والنثر وتتهادى بمُؤلفاتها في الأدب إلى أن وافتها المنية سنة 1941م في المعادي بمصر، وتَركت وَراءَها مَكتبة لا تَزال مَحفوظة بالقاهرة، ومن هذه المُؤلفات:
| الكتاب                                     | سنة الصدور (م) | المرجع |
| ------------------------------------------ | -------------- | ------ |
| رجوع الموجة                                | 1914           | [ 39 ] |
| باحثة البادية                              | 1920           | [ 13 ] |
| غاية الحياة                                | 1921           | [ 40 ] |
| ترجمة ابتسامات ودموع أو الحب إلى الألمانية | 1921           | [ 41 ] |
| سوانح فتاة                                 | 1922           | [ 42 ] |
| وردة اليازجي                               | 1922           | [ 43 ] |
| ظلمات وأشعة                                | 1923           | [ 44 ] |
| المساواة                                   | 1923           | [ 45 ] |
| بين الجزر والمد                            | 1924           | [ 46 ] |
| الصحائف                                    | 1924           | [ 47 ] |
| عائشة تيمور                                | 1926           | [ 48 ] |
| من أدب مي زيادة                            | 1981           | [ 49 ] |
| الحب في العذاب، ترجمة مي زيادة             | 1989           | [ 50 ] |
| الأعمال المجهولة                           | 1996           | [ 51 ] |
| كتابات منسية                               | 2009           | [ 52 ] |
| كلمات واشارات (1)                          | ----           | [ 53 ] |
| كلمات واشارات (2)                          | ----           | [ 54 ] |

## الجَوائز
في عام 1999م، اختارَت وِزارة الثَّقافة الُّلبنانية مَي زيادة كَشخصية العام الّذي سَيقام حَوله الاحتفال السَّنوي «بيروت، العاصمة الثقافية للعالم العربي».

### رسائل مي زيادة

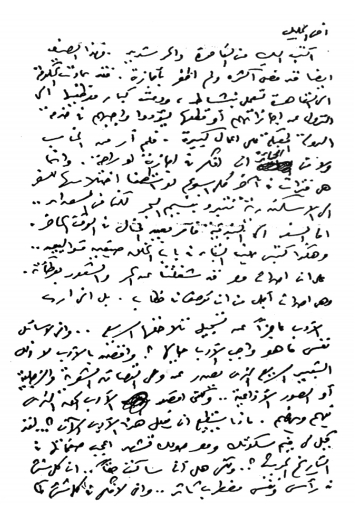
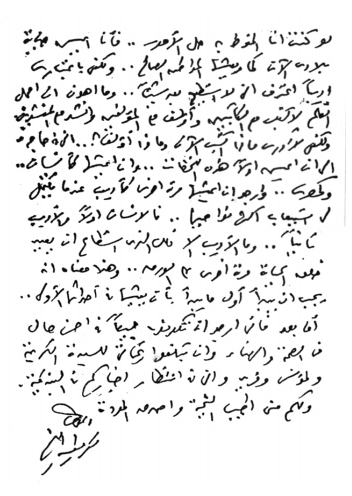
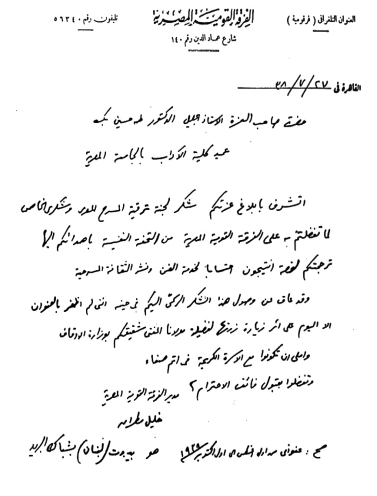
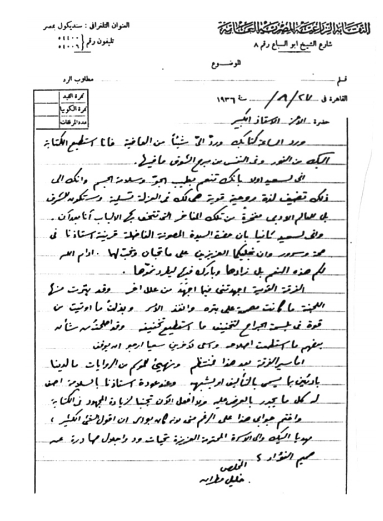
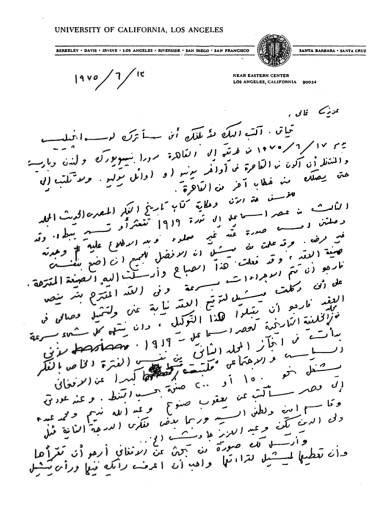
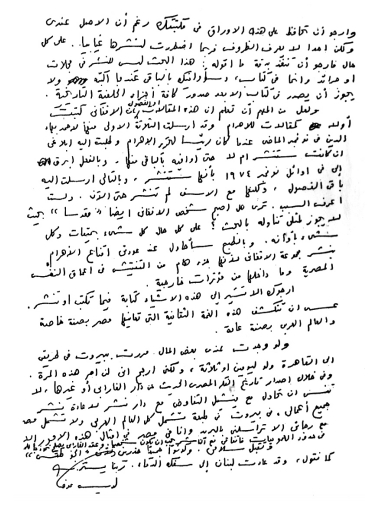

## مَعرَض الصُّور

### صور إضافية

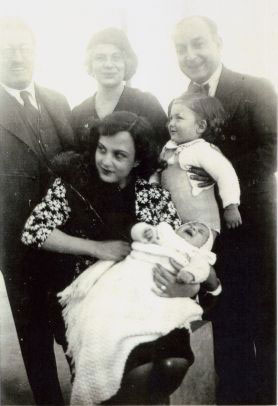
مي زيادة مع شارلز وسامية كروم وإيميلي ريحاني
تمثال لمي زيادة بقرية شحتول بمحافظة جبل لبنان.
كتاب به مجموعة من الرسائل التي كتبها جبران خليل جبران لمي زيادة.
شعار جوجل لمي زيادة بمناسبة ذكرى ميلاد جبران خليل جبران ال125.
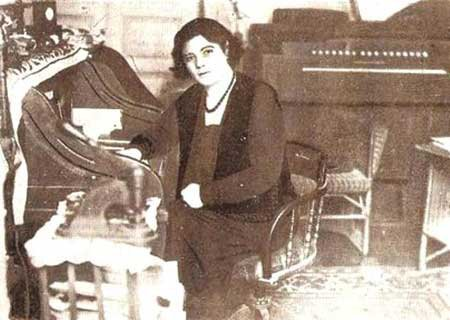
مي زيادة والبيانو الخاص بها.
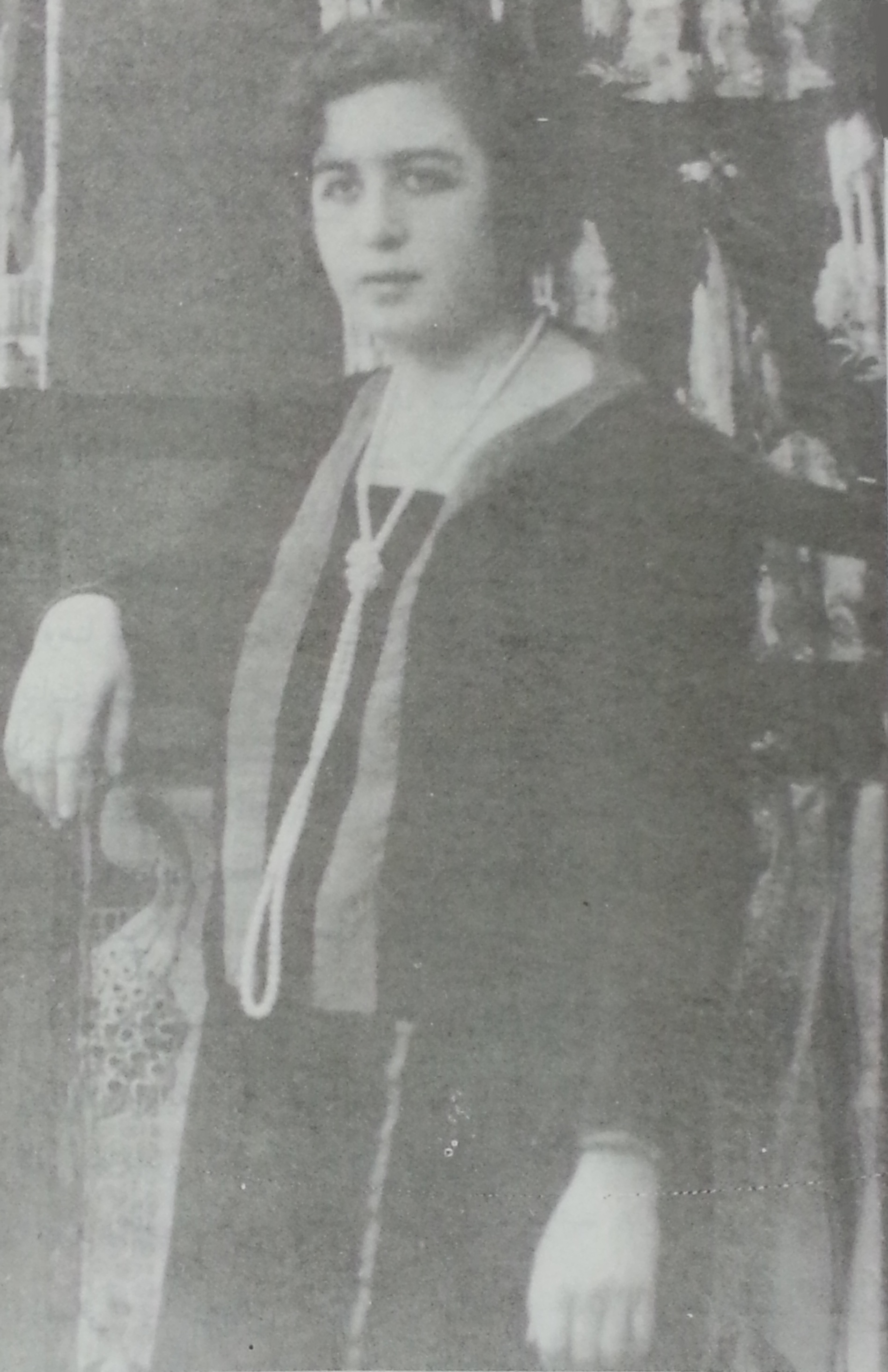
والدة مي زيادة نزهة خليل
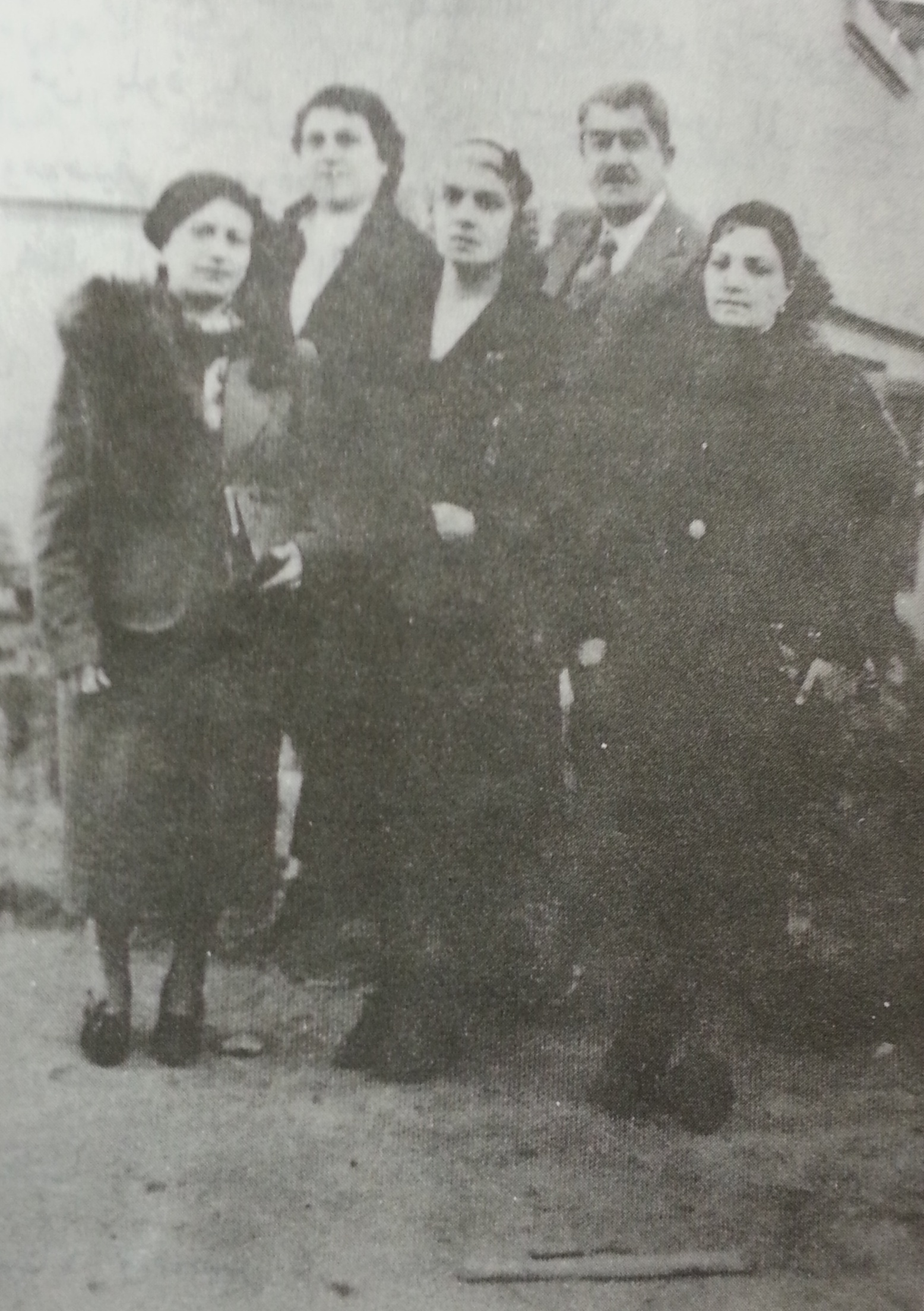
مي زيادة عند وُصولها إلى مطار الإسكندريَّة بمصر، سنة 1941م
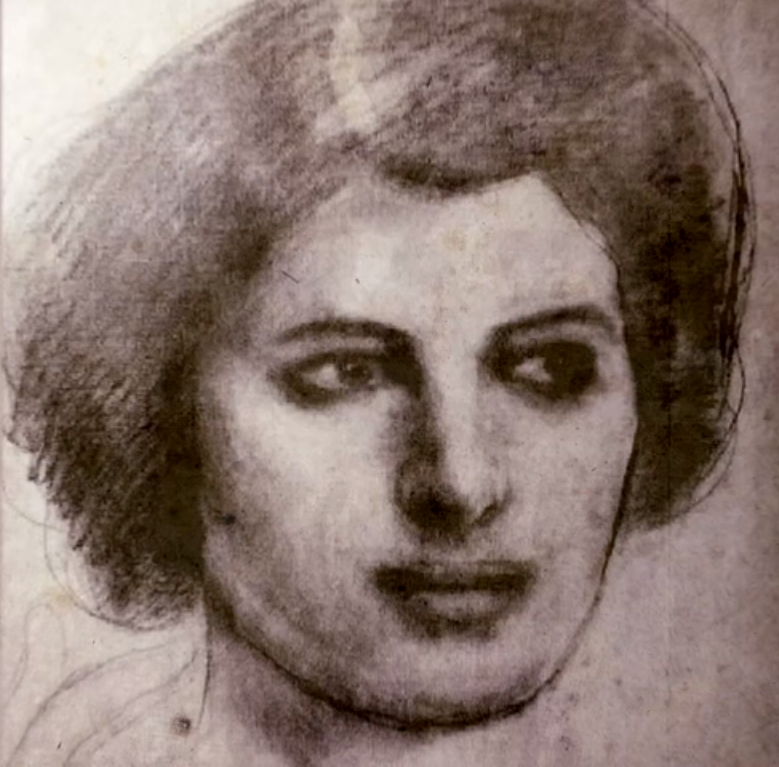
رسمة بورتريه لميّ زيادة بقلم جبران خليل جبران
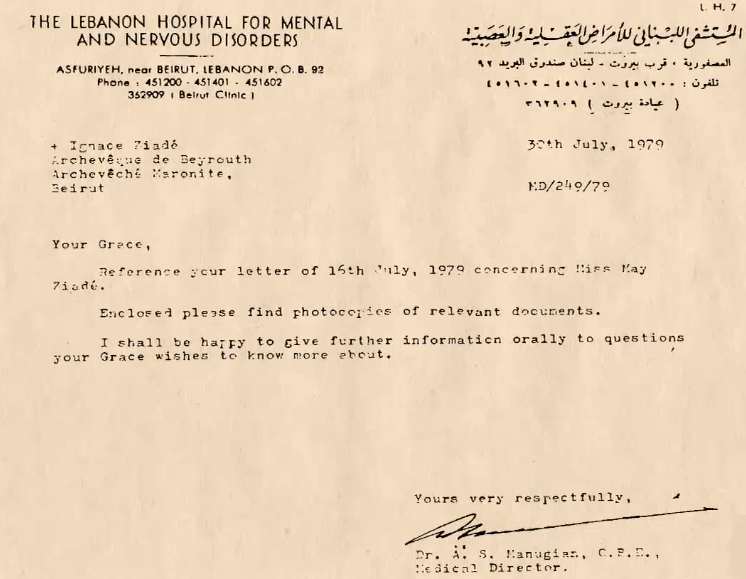
التقرير الخاص بحالة مي زيادة في العصفورية، لبنان
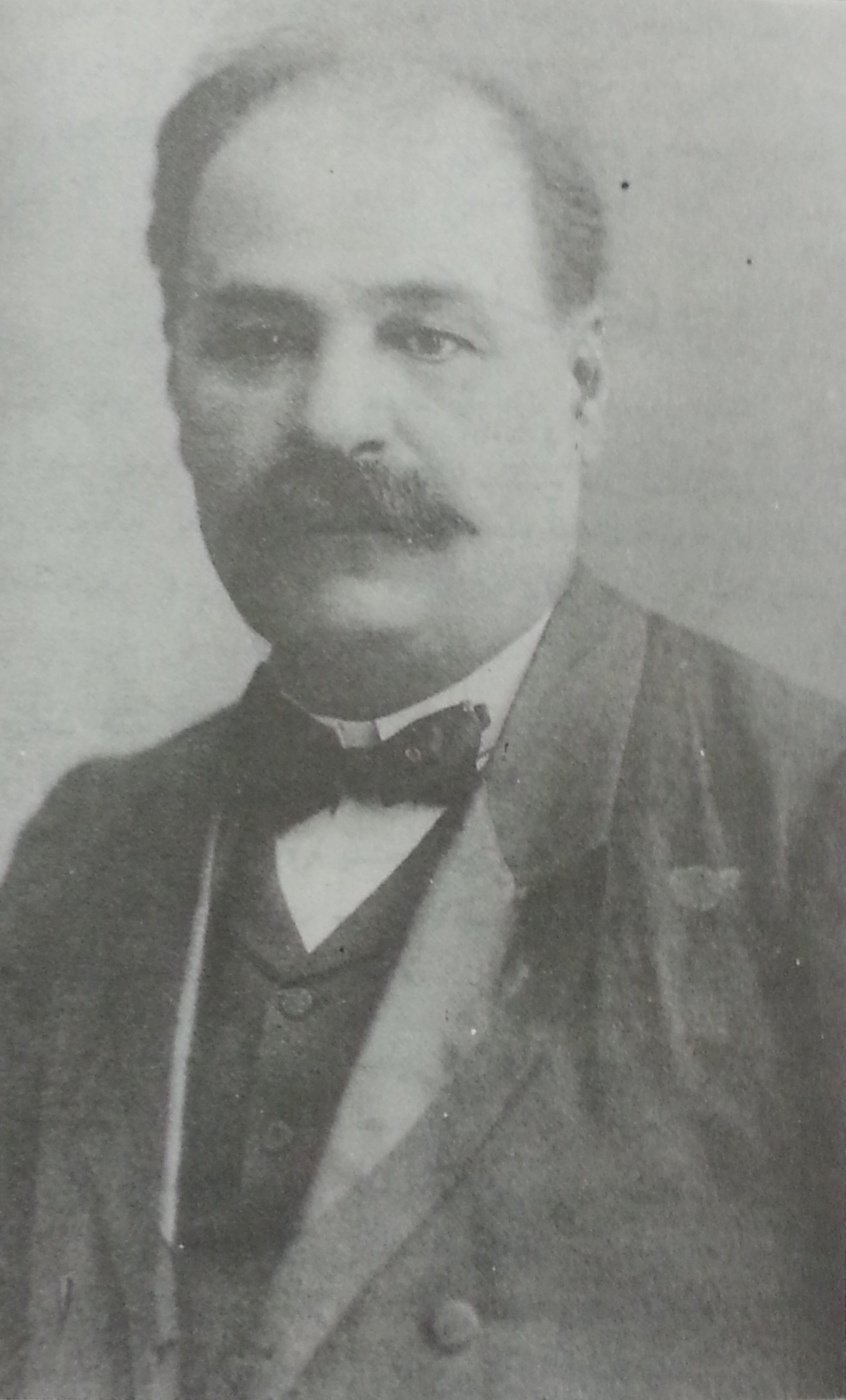
والد مي إلياس زيادة
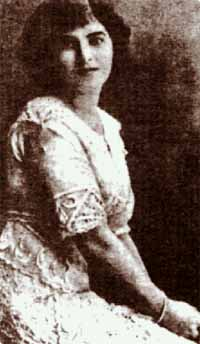
مي زيادة في الصبا

### نماذج لرسائل جبران لميّ زيادة

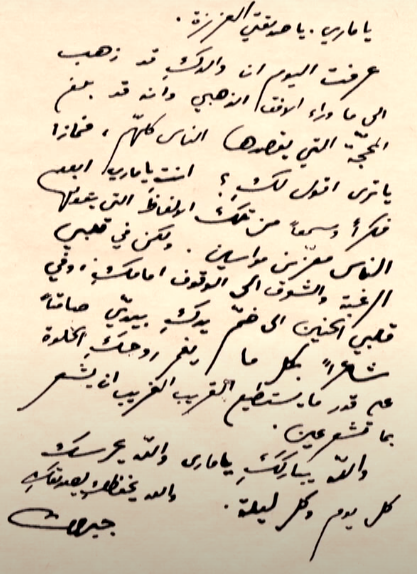
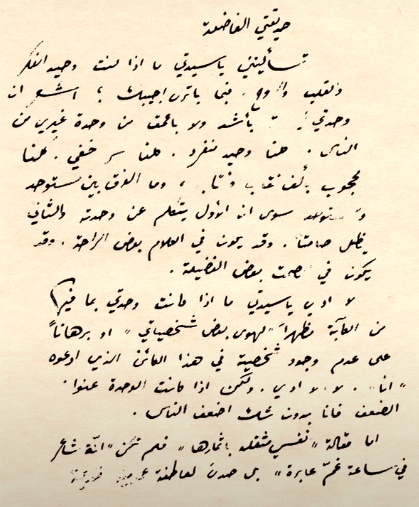
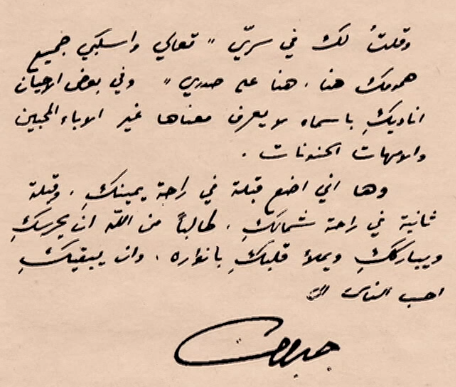
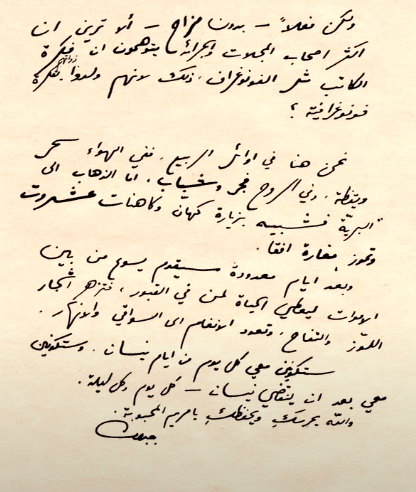
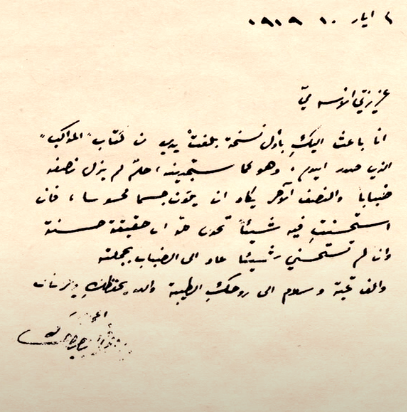
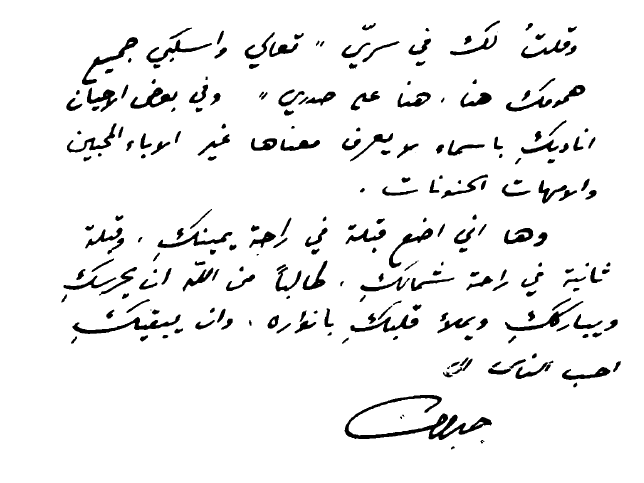
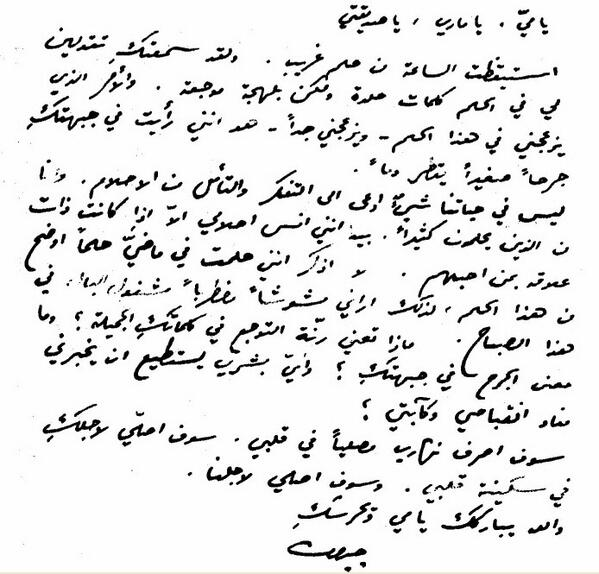

## المراجِع
1. ↑  ملف استنادي دولي افتراضي (باللغات المتعددة), دبلن: مركز المكتبة الرقمية على الإنترنت, OCLC:609410106, QID:Q54919
2. ↑  خير الدين الزركلي (2002)، الأعلام: قاموس تراجم لأشهر الرجال والنساء من العرب والمستعربين والمستشرقين (ط. 15)، بيروت: دار العلم للملايين، ج. 5، ص. 253، OCLC:1127653771، QID:Q113504685
3. ↑  مي زيادة: نشأتها وطفولتها [وصلة مكسورة] نسخة محفوظة 25 سبتمبر 2015 على موقع واي باك مشين.
4. 1 2 3 4  الوادي، هبة (2007) [1965]. مي زيادة بين أديبات العرب قديماً وحديثاً (ط. العشرين). المستودع الرقمي للجامعة الأمريكية لبيروت.
5. 1 2 3  محمد غازي، د. خالد (2015) [2010]. مي زيادة.. سيرة حياتها وأدبها وأوراق لم تنشر (ط. 2015). وكالة الصحافة العربیة (ناشرون).
6. ↑  كامل سلمان الجبوري (2003). معجم الأدباء من العصر الجاهلي حتى سنة 2002م. بيروت: دار الكتب العلمية. ج. 6. ص. 315. ISBN:978-2-7451-3694-7. LCCN:2003489875. OCLC:54614801. OL:21012293M. QID:Q111309344.
7. 1 2  سكاكيني، وداد،، 1913-1991،. "مي زيادة في حياتها وآثارها - مكتبة قطر الوطنية". مؤرشف من الأصل في 2020-07-05. اطلع عليه بتاريخ 2020-07-05. {{استشهاد ويب}}: الوسيط |الأول= يحوي أسماء رقمية (مساعدة)
8. 1 2 3  مي زيادة - أبجد نسخة محفوظة 2020-07-03 على موقع واي باك مشين.
9. 1 2  "معلومات عن حياة مي زيادة | معلومة ثقافية". ثقافية. مؤرشف من الأصل في 2020-07-10. اطلع عليه بتاريخ 2020-07-09.
10. 1 2 3  كل العرب نسخة محفوظة 2 يوليو 2020 على موقع واي باك مشين.
11. ↑  البيطار، خليل (2012) [2012]. ميّ زيادة، ياسمينة النهضة والحريّة (ط. 12). الهيئة العامة السورية للكتاب.
12. ↑  شرارة، عبد اللطيف. مي زيادة: دراسة تحليلية.
13. 1 2 3  مي؛ زيادة (1983). باحثة البادية. القاهرة جمهورية مصرالعربية: مؤسسة هنداوي للتعليم والثقافة.
14. 1 2  "الفن والثقافة". مؤرشف من الأصل في 2017-06-25. اطلع عليه بتاريخ 2020-06-25.
15. ↑  06. "أبوالحسن الجمال: طاهر الطناحي.. الصحفي الأديب". رأي اليوم (بالإنجليزية الأمريكية). Archived from the original on 2020-07-05. Retrieved 2020-07-05. {{استشهاد ويب}}: الوسيط |الأخير= يحوي أسماء رقمية (help)
16. 1 2  صالون مي زيادة الأدبي - الأيام السورية نسخة محفوظة 4 يوليو 2020 على موقع واي باك مشين.
17. ↑  مي زيادة.. امرأة عابرة عاشت عشرات قصص الحب وماتت وحيدة نسخة محفوظة 4 يوليو 2020 على موقع واي باك مشين.
18. 1 2 3 4 5 6 7 8 9 10 11 12  محمدغازي، د.خالد (2015) [2010]. مي زيادة.. سيرة حياتها وأدبها وأوراق لم تنشرالطبعة = 2015. وكالة الصحافة العربية (ناشرون).
19. 1 2  الوادي، هبة (2007) [1965]. مي زيادة بين أديبات العرب قديماً وحديثاً (ط. العشرون). دائرة اللغة العربية في الجامعة الأمريكية في بيروت.
20. ↑  مي زيادة: مساواة بين الرجل والمرأة وريادة متميزة في الحوار الثقافي  نسخة محفوظة 2020-07-04 على موقع واي باك مشين.
21. ↑  نبذة عن مي زيادة - سطور نسخة محفوظة 4 يوليو 2020 على موقع واي باك مشين.
22. 1 2 3 4 5 6  البيطار، خليل (2012) [2012]. مي زيادة..ياسمينة النهضة والحرية (ط. 928). الهيئة العامة السورية للكتاب - منشورات الطفل.
23. ↑  أحمد العزام، هيثم. المراة في الخطاب الادبي الاعلامي والثقافي..وقائع المؤتمر الدولي الأدبي الثالث. دار الكتاب الثقافي.
24. ↑  المراة في الخطاب الادبي الاعلامي والثقافي - دار الكتاب الثقافي - نسخة محفوظة 2020-07-04 على موقع واي باك مشين.
25. ↑  الدغيدي، أنيس (2010). غرام الكبار في صالون مي زيادة. مكتبة جزيرة الورد.
26. ↑  الطويلي، أحمد (2003). مي زيادة وعشاقها الأدباء. المطبعة الرسمية للجمهورية التونسية.
27. 1 2 3  مي زيادة، مي؛ زيادة. مي وأعلام عصرها. القاهرة: مؤسسة نوفل.
28. ↑  خليل؛ البيطار (2012). ميّ زيادة ياسمينة النهضة والحرية. دمشق: سلسلة أعلام للناشئة العدد 12.
29. ↑  زيادة، مي. الكتاب المساواة (ط. الثالثة). مؤسسة هنداوي للتعليم والثقافة.
30. 1 2 3  عبد الرحيم مراشدة، هيثم أحمد العزام. الكتاب المرأة في الخطاب الأدبي الإعلامي والثقافي (ط. الأولى). دار الكتاب الثقافي.
31. 1 2 3  فراشة الأدب... مي زيادة (فلم وثائقي). الجزيرة الوثائقية. 2016. مؤرشف من الأصل في 2020-03-30.
32. 1 2 3 4  "أدباء أحبوا مي زيادة... ماذا قالوا لها في رسائلهم إليها؟". رصيف 22. 17 أكتوبر 2016. مؤرشف من الأصل في 2020-07-02. اطلع عليه بتاريخ 2020-07-01.
33. ↑  خليل البيطار، خليل (2012). ياسمينة النهضة والحرية. دمشق: الهيئة العامة السورية للكتاب- منشورات الطفل.
34. ↑  جبران خليل جبران، جبران (2017). الشعلة الزرقاء. نوفل.
35. ↑  جنازة مي وأوفياء الدهر: مي حياتها وسيرتها وأدبها وأوراق لم تنشر، (مقالة) نسخة محفوظة 14 نوفمبر 2017 على موقع واي باك مشين.
36. ↑  "مي زياده : كاتبه صقلتها المعاناة | دار الفكر - آفاق معرفة متجددة". دار الفكر. مؤرشف من الأصل في 2020-07-09. اطلع عليه بتاريخ 2020-07-07.
37. ↑  "مي زيادة، مقالة بالإنجليزية". مؤرشف من الأصل في 2020-07-08. اطلع عليه بتاريخ 2020-07-07.
38. ↑  خالد محمد غازي (2015). مي زيادة - سيرة حياتها وأدبها وأوراق لم تنشر (PDF). دار الكتب المصرية. OCLC:643020303. مؤرشف من الأصل (PDF) في 2019-11-01.
39. ↑  مي؛ زيادة (1914). رجوع الموجة. بيروت- لبنان: دار نوفل للنشر.
40. ↑  مي؛ زيادة (1921) [1867]. غاية الحياة. القاهرة جمهورية مصرالعربية: مؤسسة هنداوي للتعليم والثقافة.
41. ↑  فريدريخ مكس؛ مولر (1867). ابتسامات ودموع أو الحب الألماني. القاهرة جمهورية مصر العربية: مؤسسة هنداوي للتعليم والثقافة.
42. ↑  مي؛ زيادة (1922). سوانح فتاة. بيروت- لبنان: دار نوفل للنشر.
43. ↑  مي؛ زيادة (1922). وردة اليازجي. القاهرة جمهورية مصرالعربية: الدار الثقافية للنشر.
44. ↑  مي؛ زيادة (1923). ظلمات وأشعة. بيروت: دار بيروت للطباعة والنشر.
45. ↑  مي؛ زيادة (1923). المساواة. القاهرة جمهورية مصرالعربية: مؤسسة هنداوي للتعليم والثقافة.
46. ↑  مي؛ زيادة (1924). بين الجزر والمد. القاهرة جمهورية مصرالعربية: مؤسسة هنداوي للتعليم والثقافة.
47. ↑  مي؛ زيادة (1924). الصحائف. بيروت- لبنان: مؤسسة نوفل.
48. ↑  مي؛ زيادة (1926). عائشة تيمور. القاهرة جمهورية مصرالعربية: مؤسسة هنداوي للتعليم والثقافة.
49. ↑  مي؛ زيادة. من أدب مي زيادة. الاسكندرية: دار عواد للنشر والتوزيع.
50. ↑  ارثر كونان؛ دويل (1 يناير 1989). الحب في العذاب. بيروت- لبنان: مؤسسة نوفل.
51. ↑  مي؛ زيادة (6 يونيو 1996). الأعمال المجهولة. أبو ظبي-الإمارات العربية المتحدة: المجمع الثقافي.
52. ↑  مي؛ زيادة. بيروت- لبنان. بيروت- لبنان: دار نوفل للنشر – عبر بيروت- لبنان.
53. ↑  مي؛ زيادة. كلمات واشارات (1). بيروت- لبنان: مؤسسة نوفل.
54. ↑  مي؛ زيادة. كلمات واشارات (2). بيروت- لبنان: مؤسسة نوفل.

## وصلات خارجية
- مي زيادة على موقع أرشيف الشارخ.
- صفحة مي زيادة على موقع أبجد
- صفحة اقتباسات مي زيادة  على موقع أبجد